# Claudio Roditi
Claudio Roditi (født 28. maj 1946 i Rio De Janeiro i Brasilien, død 18. januar 2020 i New Jersey i USA) var en brasiliansk trompetist.
Rodito kom til USA i 1970 for at studere på Berklee School Of Music. Han kom i 1976 til New York, hvor han hurtigt blev en efterspurgt musiker på jazzscenen.
Rodito blev kendt med Dizzy Gillespies The United Nation Orchestra. Han har også spillet med bl.a. McCoy Tyner og Horace Silver.
Han spiller i bebop og hardbop stil og er inspireret af Clifford Brown og Lee Morgan.